# Tomislav Raukar
Tomislav Raukar, hrvaški zgodovinar, pedagog in akademik, * 29. december 1933, Stari Grad, Hvar, † 2. januar 2020, Zagreb.
Raukar je bil predavatelj na Filozofski fakulteti v Zagrebu; je član Hrvaške akademije znanosti in umetnosti.